# Ichneumon nanusniger
Ichneumon nanusniger är en stekelart som beskrevs av Heinrich 1975. Ichneumon nanusniger ingår i släktet Ichneumon och familjen brokparasitsteklar. Inga underarter finns listade i Catalogue of Life.